# Düzbel, Çivril
Düzbel là một xã thuộc huyện Çivril, tỉnh Denizli, Thổ Nhĩ Kỳ. Dân số thời điểm năm 2010 là 257 người.